# Sardinade
Pour les articles homonymes, voir Sardine (homonymie).
La sardinade est une spécialité culinaire traditionnelle des cuisine provençale et cuisine méditerranéenne, à base de sardine fraîche cuite au barbecue.

## Préparation

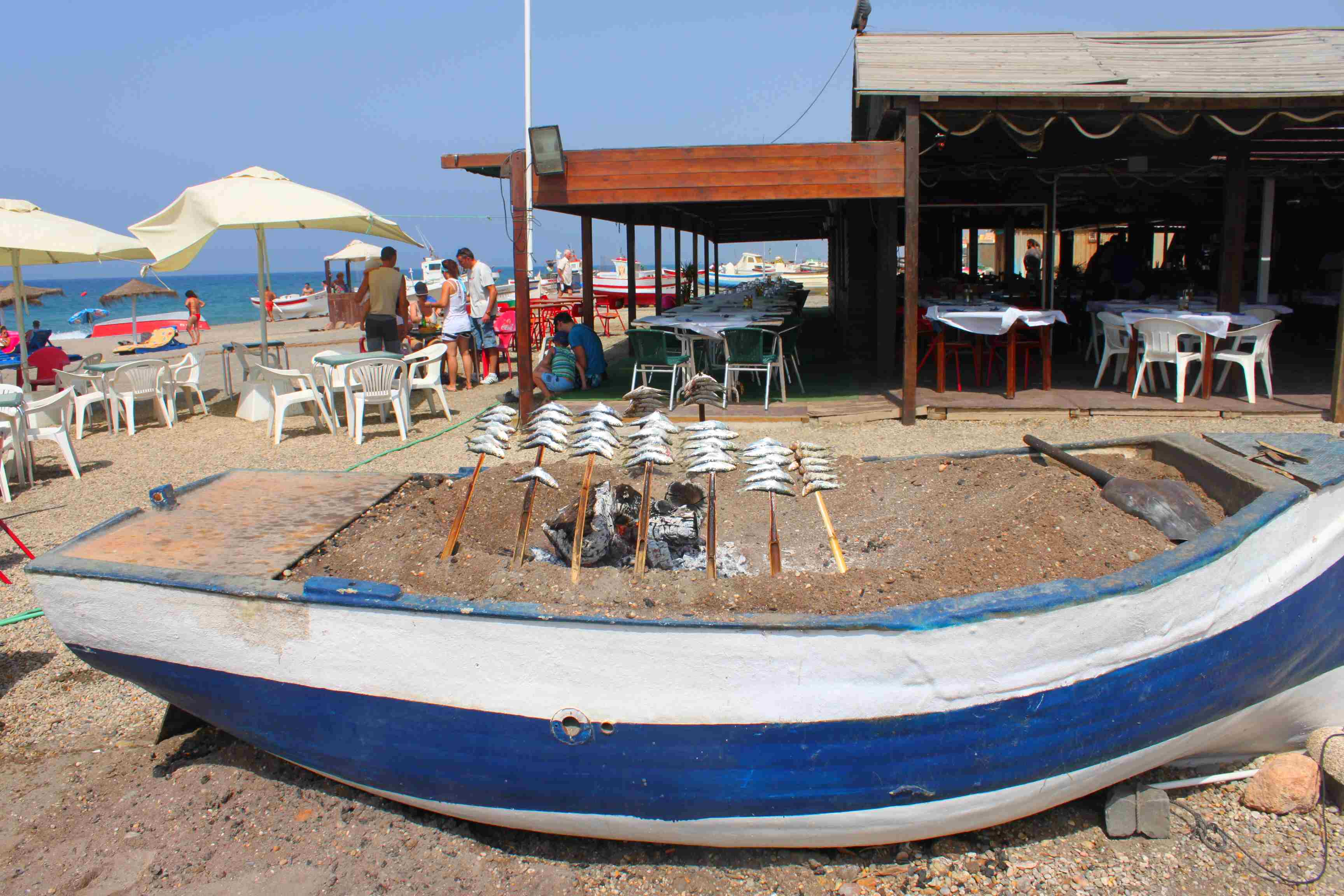
Sardinade grillée au barbecue, sur les plages d'Almería d'Andalousie en Espagne.

Cette recette est typique des bords de mer Méditerranée et d'océan Atlantique,, avec des sardines fraîches, pêchées du jour ou de la veille. 
Elles sont cuites entières en quelques minutes sur un gril au-dessus des braises, ou à la plancha, sans être vidées ni écaillées et avec les têtes, avec par exemple un peu de citron, ou nature,, ou, en cuisine occitane, avec un filet d'huile d'olive, de la fleur de thym ou des herbes de Provence,,,. 

## Grandes sardinades publiques

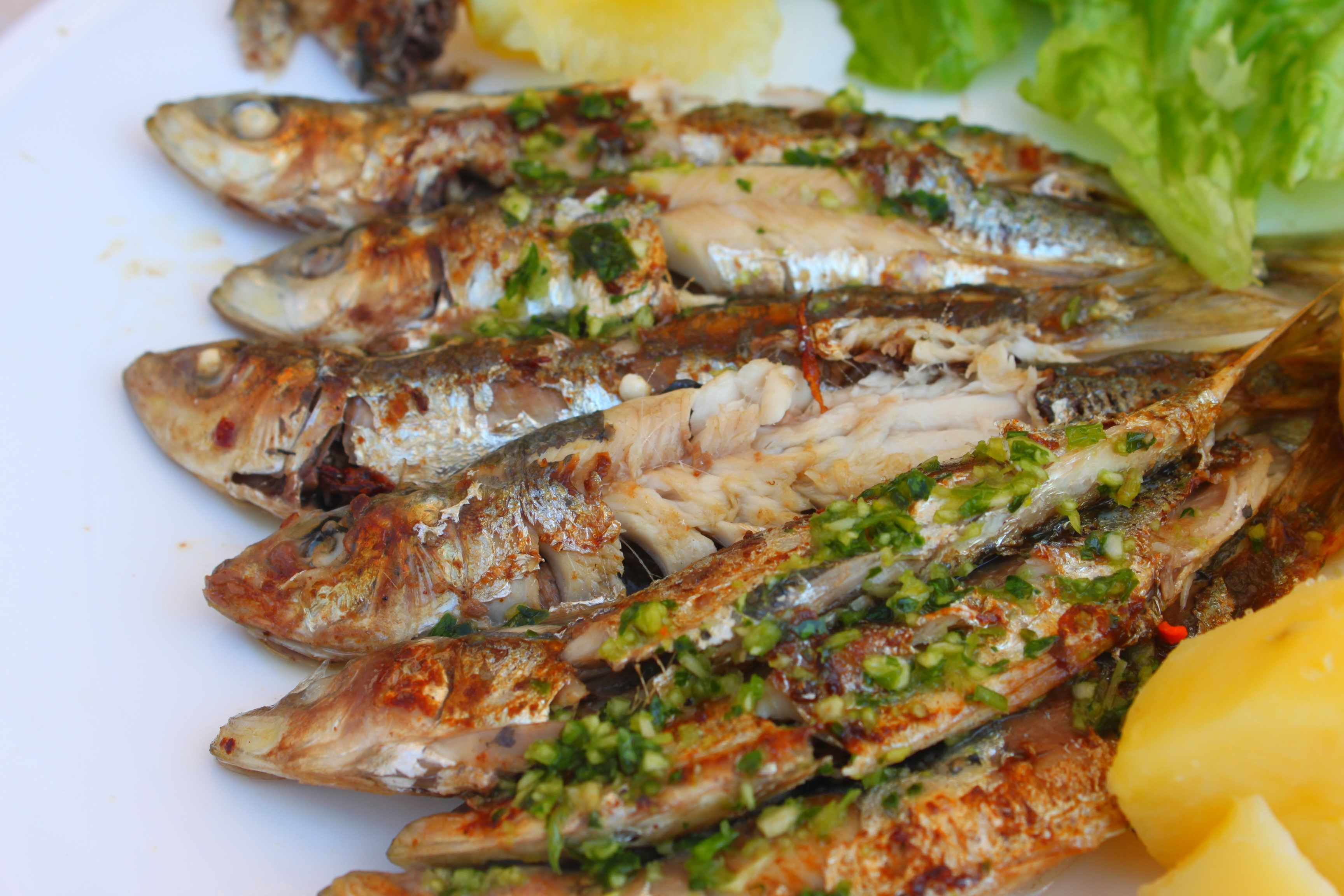
Sardinade aux herbes et épices, en mer Adriatique.

Des grandes sardinades publiques festives sont traditionnellement organisées à la belle saison sur les zones côtières de mer Méditerranée et d'océan Atlantique,, avec en particulier, par exemple, celle du marché aux poissons du Vieux-Port de Marseille. 

## Accord mets/vin
Cette recette peut s'accorder, en Provence-Occitanie, avec des vins rosés ou vins blancs secs de cette région, avec par exemple un languedoc, un saint-chinian, un minervois, un costières-de-nîmes ou un côtes-du-Roussillon.